# Izaomén
Izaomén (en árabe: إمزعان‎, en francés: Imezane) es una localidad marroquí perteneciente al municipio de Trugut, en la región de Tánger-Tetuán-Alhucemas. Desde 1912 hasta 1956 perteneció a la zona norte del Protectorado español de Marruecos.